# Rimini Calcio 1972-1973
Questa voce raccoglie le informazioni riguardanti il Rimini Calcio nelle competizioni ufficiali della stagione 1972-1973.

## Rosa
| N. |                   | Ruolo | Calciatore         |
| -- | ----------------- | ----- | ------------------ |
|    | Italia (bandiera) | C     | Gastone Andreoli   |
|    | Italia (bandiera) | P     | Antonio Annibale   |
|    | Italia (bandiera) | P     | Giancarlo Bellucci |
|    | Italia (bandiera) | P     | Idio Cassani       |
|    | Italia (bandiera) | D     | Fausto Ferrari     |
|    | Italia (bandiera) | C     | Franco Ferro       |
|    | Italia (bandiera) | D     | Franco Franchini   |
|    | Italia (bandiera) | A     | Sauro Frutti       |
|    | Italia (bandiera) | A     | Mario Garri        |
|    | Italia (bandiera) | C     | Luciano Giudo      |
|    | Italia (bandiera) | A     | Carlo Magnani      |

| N. |                   | Ruolo | Calciatore         |
| -- | ----------------- | ----- | ------------------ |
|    | Italia (bandiera) | D     | Ivano Melotti      |
|    | Italia (bandiera) | A     | Mario Menconi      |
|    | Italia (bandiera) | D     | Giulio Natali      |
|    | Italia (bandiera) | D     | Maurizio Portaluri |
|    | Italia (bandiera) | C     | Guido Quadrelli    |
|    | Italia (bandiera) | C     | Renzo Rossi        |
|    | Italia (bandiera) | D     | Gianfranco Sarti   |
|    | Italia (bandiera) | A     | Franco Varrella    |
|    | Italia (bandiera) | A     | Daniele Zafferani  |
|    | Italia (bandiera) | C     | Gianni Zengarini   |
|    | Italia (bandiera) | A     | Piero Zini         |